# Vodriž
Vodriž este o localitate din comuna Slovenj Gradec, Slovenia, cu o populație de 95 de locuitori.